# Droga wojewódzka nr 141
Droga wojewódzka nr 141 (DW141) – droga wojewódzka w woj. zachodniopomorskim o długości 12,589 km łącząca drogę nr 106 z drogą nr 142, wraz z którą łączy Maszewo z drogą krajową nr 6. Droga przebiega przez powiat goleniowski i powiat stargardzki. Zarządcą drogi jest Rejon Dróg Wojewódzkich w Stargardzie.
Zachodniopomorski Zarząd Dróg Wojewódzkich w Koszalinie określił ją jako drogę klasy Z.
Droga na całej długości pozbawiona została kategorii drogi wojewódzkiej na mocy uchwały 1932/19 Zarządu Województwa Zachodniopomorskiego z 12 listopada 2019 roku w wyniku oddania do użytku drogi ekspresowej S6.
Pomimo wyłączenia numeru 141 z sieci dróg wojewódzkich nadal występuje w wykazie dróg wojewódzkich aktualizowanym przez Generalną Dyrekcję Dróg Krajowych i Autostrad oraz na stronie Zachodniopomorskiego Zarządu Dróg Wojewódzkich.

## Miejscowości leżące przy trasie DW141
- Przemocze
- Rożnowo Nowogardzkie
- Darż (powiat goleniowski)